# Forbes (musikgrupp)
Forbes var ett svenskt dansband som bildades av Peter Forbes år 1974. Den ursprungliga sättningen bestod av Peter Forbes, Roger Capello, Claes Bure, Peter Björk, Anders Hector och Chino Mariano. 
Forbes deltog i den svenska Melodifestivalen 1977 med melodin "Beatles", som handlar om den brittiska popgruppen med samma namn. Bidraget vann, och Forbes åkte till Storbritannien för att delta i Eurovision Song Contest 1977, där bidraget slutade på sista plats.
Samma år, 1977, utgavs albumet Big Deal på skivbolaget Metronome. 1978 utgavs albumet "Sure I'm scared of flying but.." på skivbolaget Marcus Music. Forbes bytte under en tid namn till Varning och utgav 1980 albumet "Varning" på skivbolaget Mariann Records. 
Sättningen 2015 bestod av Peter Forbes (bas, sång), Todde Stoor (gitarr, sång), Peter Klaxman (keyboard) och Totte Päivärinta (trummor).